# 3 lbs
3 lbs är en amerikansk TV-serie från 2006 som handlar om två hjärnkirurger, med mycket olika personlighet och uppfattning om sitt arbete och livet. De spelas av Stanley Tucci och Mark Feuerstein.
Titeln syftar på hjärnans ungefärliga vikt.
| Land           | TV-bolag                                             | Premiär          | Sändningstid           |
| -------------- | ---------------------------------------------------- | ---------------- | ---------------------- |
| USA            | CBS Television                                       | 14 november 2006 | Tisdagar 22.00         |
| Kanada         | Citytv                                               | 14 november 2006 | Tisdagar 22.00         |
| Australien     | Network Ten (första omgången)                        | 2007             |                        |
| Storbritannien | BBC One & BBC HD (omgången) and UKTV Gold (repriser) | 11 mars 2007     | Söndagar BBC ONE 22.50 |
| Malaysia       | NTV7                                                 | 15 maj 2007      | Tisdagar 20.30         |
| Asien          | Hallmark Channel                                     | 15 januari 2007  |                        |
| Italien        | Fox Italia                                           | 5 maj 2007       |                        |
| Spanien        | Cuatro TV                                            | 2007             |                        |
| Israel         | Extra HOT                                            | 16 maj 2007      |                        |
| Sverige        | Kanal 5                                              | 17 juni 2007     | Söndagar 21.00         |